# Chat
Chat (engl.: čavrljanje) je oblik komunikacije dvaju ili više korisnika putem računala i računalne mreže u realnom vremenu (real-time). Radi se o vrlo kratkim porukama koje korisnik vidi čim ih njegov sugovornik pošalje (obično pritiskujući tipku Enter).
U nekim chatovima postoje tzv. sobe u kojima istovremeno priča i do nekoliko desetaka (pa i stotina) korisnika, u nekima je razgovor ograničen na nekoliko sudionika, dok neki mogu kombinirati te dvije vrste. Za neke chatove ne treba ništa osim Web preglednika i Java Programskog jezika, dok su neki prerasli u zasebne računalne programe, od kojih su najpoznatiji Windows Live Messenger (bivši MSN Messenger), Skype, Yahoo! Messenger, ICQ, Google Talk.

## Vrste chatova

### Chat sobe na web stranicama
Na takvim chatovima korisnici se trebaju prvo registrirati i ostaviti neke svoje osobne podatke i unijeti nadimak (nick(name)) koji može, a i ne mora otkrivati njihov identitet, a tek onda ulaze u chat. Chat, za razliku od komunikacije e-mailom ili na forumima, omogućava kontakt s ostalim korisnicima chata u realnom vremenu. U nekim chat aplikacijama postoje sobe koje nose određenu temu (fakultet, glazba, nogomet...), pa korisnik može izabrati temu o kojoj bi želio razgovarati s drugim sudionicima. Na takvim se chatovima nalaze administratori. Oni su su školovane i izučene osobe za rad na chatu, te paze na korisnike, čuvaju mir i pružaju tehničku podršku. Poznatije chat sobe na web stranicama u Hrvatskoj su: Chat.hr, Net.hr, T-com.hr, Index.hr itd.

### Chat programi
Chat programi su instant messaging programi tj. programi za brzo internetsko dopisivanje. Oni se pokreću na korisnikovom računalu te se potom spajaju na mrežu. Postoje chat programi koji se pokreću na računalu i spajaju na mrežu u kojoj vlada ista podjela kao i kod portalskih chat soba, po temama. (npr. mIRC), postoje i Chat programi koji služe za privatne razgovore između dviju osoba (npr. AOL Instant Messenger, Windows Live Messenger, Skype,  ICQ, Jabber, Yahoo! Messenger, Facebook itd.)

## Tko koristi chat?
Chat aplikacije korištene su najčešće od strane tinejdžera do 18 godina starosti.[nedostaje izvor] Mnogi tinejdžeri na chat stranicama traže emocionalnu upotpunjenost. Osobito privlačna mladima je anonimnost koju internet pruža, a koju je nemoguće postići u nekoj drugoj vrsti komunikacije. Ova anonimnost oslobađa i potiče ljude na drugačiju komunikaciju nego što bi to činili u osobnim kontaktima, što znači da se svatko može predstaviti kako želi i biti što želi. Ponekad se odrasli ljudi koji često nemaju prijateljske namjere mogu predstavljati kao djeca. To najčešće budu pedofili, koji se preko chata pokušavaju približiti djeci. Isto tako neke osobe koje nemaju dovoljno jaku osobnost, na chatu znaju predstavljati svoju izmišljenu osobnost (koja se njima sviđa) i zato je važno imati na umu da o online prijateljima znamo samo onoliko koliko su oni rekli o sebi. Međutim, chat koriste i poslovni ljudi za poslovnu komunikaciju. Chat je nekima ekonomski puno povoljnije sredstvo komunikacije od telefoniranja i puno brže od e-maila.

### Poseban jezik komuniciranja
U chatovskim aplikacijama uobičajio se poseban jezik,zvan leet, još pisano 1337, u kojemu se zamjenjuju normalna slova brojevima i znakovima s tipkovnice, komuniciranja kraticama radi postizanja što veće brzine izmjene poruka. Evo nekoliko često korištenih kratica i njihovih značenja:
- ASL- Age, Sex, Location - Godine, Spol, Lokacija
- AFAIK- As Far As I Know - koliko (ja) znam
- AFK - Away From Keyboard - udaljen od tipkovnice (računala), ne mogu odgovoriti
- ASAP- As Soon As Possible - što je prije moguće
- BBL - Be Back Later - vratit ću se kasnije
- BF - Boyfriend - dečko
- BRB - Be Right Back - vraćam se odmah
- BTW - By The Way - usput budi rečeno
- LOL - Laughing Out Loud - glasno smijanje
- GF - Girlfriend - cura
- PLS - Please - molim te
- ROFL -  Rolling on floor laughing - valjati se po podu od smijeha
- SPAM - Stupid Persons' AdvertiseMent - neželjene reklame u poruci
- SWIM - See What I Mean - shvaćaš, kužiš?
- TIA - Thanks In Advance - hvala unaprijed
- TY/THX - Thank You/Thanks - hvala
- WB - Welcome Back - dobro došao natrag

Uz kratice se koriste i različiti smajliji (emotikoni). Oni su prvobitno bili stilizirani tipografski znaci koji se koriste kako bi prikazali emociju ili trenutno osjećanje. Najčešće korištene su:
- :-) ili :) ili :o) - nasmijan
- :-( ili :( - tužan
- ;-) ili ;) - namigivanje

Porastom brzina komunikacija, umjesto tipografskih znakova koriste se male sličice.
Nerado se gleda na pisanje VELIKIM SLOVIMA (osim kratica), jer se to smatra vikanjem.

## Vanjske poveznice
- Najveći hrvatski chat
- Prvi hrvatski chat - od 1999. godine
- Windows Live Messenger
- Yahoo! Messenger  Arhivirana inačica izvorne stranice od 18. srpnja 2018. (Wayback Machine)
- ICQ
- Google Talk
- Link Za Download Java Programskog jezika